# Mikołaj (Prosin)
Mikołaj, imię świeckie Nikołaj Prosin – duchowny Rosyjskiej Cerkwi Staroprawosławnej, od 2010 biskup ukraiński. Chirotonię biskupią otrzymał 25 grudnia 2010.